# Goodyear Inflatoplane
Il Goodyear Inflatoplane fu un velivolo sperimentale gonfiabile prodotto dalla casa produttrice Goodyear Aircraft company, una società controllata della Goodyear Tire and Rubber Company, nota per il dirigibile Goodyear. Sebbene sembrasse un progetto improbabile, quando fu completato, esso dimostrò di raggiungere tutti gli obiettivi che i progettisti si erano posti. Un totale di 12 prototipi furono costruiti tra il 1956 e il 1959, e i test continuarono fino al 1973, quando il progetto venne infine cancellato.

## Storia del progetto
Il concetto iniziale di un aeromobile completamente gonfiabile e di tela, si basava sugli esperimenti di un aliante gonfiabile di Taylor McDaniel, del 1931. Progettato e costruito in sole 12 settimane, il Goodyear fu costruito nel 1956, con l'idea che avrebbe potuto essere usato come aeroplano di salvataggio per essere lanciato in un container dietro le linee nemiche. Il container da 1,25 metri cubi avrebbe potuto essere trasportato anche da un camion, una jeep o un aereo. La superficie gonfiabile di questo aereo era costituita da un sandwich di due tipi di gomma diversi, connessi da una maglia di fili di nylon, che formavano una struttura a trave ("I-beam"). La rigidità strutturale durante il volo era continuamente mantenuta grazie a un sistema di circolazione forzata dell'aria garantita dal motore. Questo rifornimento continuo di pressione ha permesso all'aeromobile di avere un certo grado di resistenza alla perforazione; un test sul tessuto gonfiabile ha dimostrato che poteva essere forato da un massimo di sei proiettili calibro 30 e mantenere la pressione necessaria al volo.

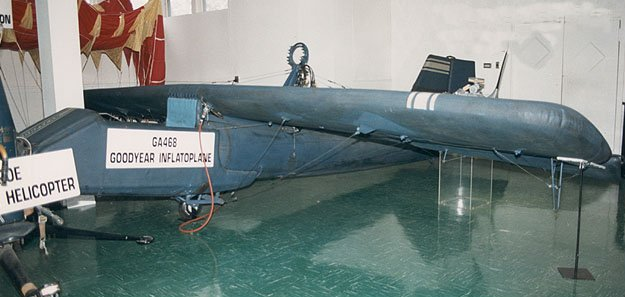
Un Inflatoplano Goodyear in mostra allo Smithsonian Institution

Ci furono almeno due versioni: il GA-468, un monoposto; impiegava circa 5 minuti per gonfiarsi a circa 25 psi (170 kPa); completamente gonfio era lungo 5,97 m con un'apertura alare di 6,7 m. Un pilota avrebbe dovuto poi accendere a mano il motore a due tempi Nelson da 40 HP (30 kW) e decollare con un carico massimo di 110 kg. Con 76 litri di carburante avrebbe potuto volare per 390 miglia (630 km) per una durata di 6 ore e mezza. La massima velocità era di 116 km/h, con una velocità di crociera di 96 km/h. Successivamente venne installato un motore da 42 HP (31 kW). La distanza di decollo dal tappeto erboso era di 76 metri, con la necessità di 175 m per superare un ostacolo alto 15 m. Per l'atterraggio necessitava di 106 m. Il rateo di salita era di 550 piedi (167 m) al minuto. L'altezza massima stimata era di 10000 piedi (3.000 m).
Il GA-466 era la versione da due posti, 51 mm più corto ma con 1,8 metri di apertura alare in più del GA-468. Un motore McCulloch 4318 da 60 hp (45 kW) poteva portare in volo un massimo di 340 kg a una velocità di 110 km/h, sebbene l'autonomia del velivolo fosse limitata a 443 km.

## Impiego operativo

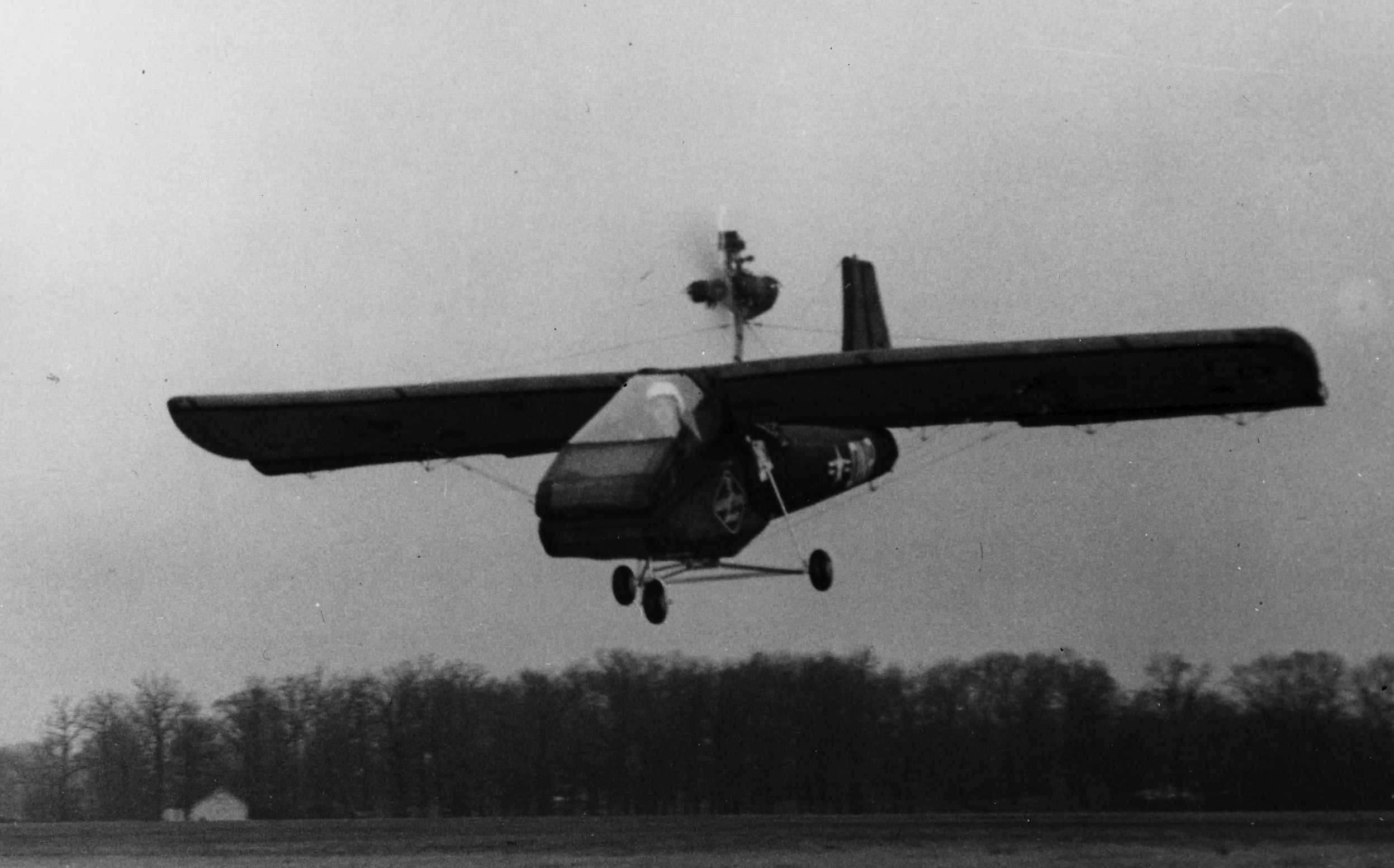
Un Inflatoplano che sta per atterrare

I programmi di test nelle sedi della Goodyear, vicino al lago Akron, Ohio, mostrarono che il gonfiaggio poteva essere garantito per 8 psi (544 mbar), un valore inferiore a quello di uno pneumatico per auto. Durante il programma di test, si verificò un incidente fatale nel quale il pilota militare luogotenente "Pug" Wallace rimase ucciso. L'aereo era nella virata di discesa, quando uno dei cavi di controllo sotto l'ala uscì dalla puleggia e rimase incastrato nella supporto della stessa, bloccando lo stick. La virata aumentò finché una delle ali si piegò sopra l'elica e venne tagliata. Con l'ala che sbatteva a causa della perdita d'aria, uno dei puntali terminali di alluminio presenti sulle ali, colpì il pilota sulla testa, come fu evidenziato dal segno lasciato sul casco. Wallace venne sbalzato fuori dalla cabina e cadde nel lago poco profondo sottostante. Il suo paracadute non si aprì. Probabilmente fu reso incosciente dal colpo, non potendo così aprire il paracadute. Solo 12 "inflatoplani" vennero costruiti, ma lo sviluppo continuò fino alla cancellazione del progetto nel 1973.

## Velivoli sopravvissuti
La Goodyear donò due inflatoplani per esposizione museale, alla fine del progetto, uno al Franklin Institute in Philadelfia e uno allo Smithsonian Institution a Washington D.C. Un altro si trova in mostra allo Stonehenge Air Museum a Fortine, Montana.

## Varianti
GA-33
La prima versione monoposto, con la cabina scoperta, basato sull'aliante gonfiabile di Taylor McDaniel del 1930. Un solo esemplare costruito.
GA-447
Con la cabina chiusa e ala diversa dal primo modello. Usato per esperimenti con diversi carrelli (triciclo, ruota singola e versione idrovolante). Un solo esemplare costruito.
GA-466
Designazione dell'azienda per l'aereo AO-2
GA-468
Designazione dell'azienda per l'aereo AO-3
XAO-2-GI
Designazione militare per il GA-466. Un solo esemplare costruito.
XAO-3-GI
Designazione militare per il GA-468. Cinque esemplari costruiti.